# أنتوني واترس
أنتوني واترس (بالإنجليزية: Anthony Waters)‏ هو لاعب كرة قدم أمريكية أمريكي، ولد في 25 يوليو 1984 في ديلون في الولايات المتحدة.

## وصلات خارجية
- أنتوني واترس على موقع مرجع كرة القدم المحترفة.كوم (الإنجليزية)